# HOTAS
HOTAS је скраћеница од енгл. Hands On Throttle-And-Stick, што значи стално су руке на „ручици” гаса и пилотској палици, при управљању авионом. Концепт се заснива на распоређеном постављању свих значајних прекидача за управљање авионом на „ручицу” гаса и пилотску палицу и тиме омогућавајући пилоту приступ виталним кабинским функцијама и управљању летелицом помоћу њих, без скидања руку са основних командних „ручица”. Ове „ручице” се постављају бочно, у односу на пилотско седиште, које је обично под већим углом нагиба, у правцу лета. „Ручица” гаса је испод леве, а мала командна палица испод десне руке пилота.
HOTAS је скраћеница термина који се односи на принцип управљања у кабинама савремених ловачких авиона. Постављајући све кључне прекидаче на пилотску палицу и ручицу гаса омогућава се пилоту да непрекидно држи обе руке на њима, што му омогућава да посвети пуну пажњу важнијим активностима од проналажења и дохватања командних прекидача по кабини. Циљ је да се повећа расположиво време пилоту, потребно за кључне проблеме и радње. Обезбеђује се могућност за већу концетрацију на безбедносна упозорења, олакшање управљања прекидачима и командним дугмадима у турбуленцији, под стресом и током оштрог маневрисања у борби, побољшано је време реакције, минимизиран је број случајева када руке морају бити уклоњене са једне или друге бочне командне палице авиона, да би пилот користио неки други систем авиона и скраћено је потребно време за те допунске радње.
Концепт је такође примењив и на волану модерних тркаћих аутомобила, као и оних који се користе у Формули један итд. HOTAS је прилагођен и за симулаторе летења за игру (развијани су углавном на бази авиона F-16 Фајтинг Фалкон).
У кабини савременог војног авиона, концепт HOTAS понекад је допуњен употребом команде гласом (V-TAS концепт), а може и бити појачан са монтираним приказивачем на кациги пилота и системом којим пилот управља лансираном ракетом, усмеравајући свој поглед у циљ. Резултат тога усмереног погледа у циљ је одговарајући сигнал који води ракету у правцу погледа пилота. То се користи на руским ловцима МиГ-29 и Су-27.
Поред тога што концепт HOTAS обезбеђује више времена за већу концетрацију при вођењу борбе и неопходне радње у критичним фазама лета, исти доприноси знатно мањем замору пилота.